# Гай Бебий
Гай Бе́бий (лат. Gaius Baebius; умер после 111 года до н. э.) — римский политический деятель из плебейского рода Бебиев, народный трибун 111 года до н. э.
Во время трибуната Бебия в Рим был вызван нумидийский царь Югурта, который должен был дать показания по делу о коррупции. Когда другой трибун Гай Меммий на народном собрании потребовал от царя сообщить, кому именно из римских нобилей тот давал взятки, Бебий запретил Югурте говорить. Согласно Саллюстию, это произошло потому, что Бебий был подкуплен. В результате расследование закончилось неудачей.
О дальнейшей судьбе Гая Бебия ничего не известно.